# گزارش سابارماتی
گزارش سابارماتی فیلم هندی درام سیاسی هندی_زبان است که در سال ۲۰۲۴ اکران گردید، این فیلم توسط آویناش و آرجون بر پایه داستانی از عصیم ارورا نوشته شد، کارگردانی فیلم را رانجان چاندل بر عهده داشت که بعد دیراج سارنا جایگزین او شد. این فیلم به‌طور مشترک توسط بالاجی موشن پیکچرز و ویکیر فیلمز پروداکشن تولید و توسط زی استودیوز توزیع شده است. فیلم بر اساس حادثه آتش گرفتن قطار گودرا در روز ۲۷ فوریه ۲۰۰۲ ساخته شد و مربوط به قطار سریع‌السیر سابارماتی است. ویکرانت مسی، راشی خانا و ریدهی دوگرا در این فیلم بازیگران اصلی هستند.
پس از چندین معضل و تأخیر، گزارش سابارماتی در روز ۱۵ نوامبر ۲۰۲۴ اکران گردید. فیلم نقدهای منفی منتقدان را دریافت کرد و تبدیل به یک بمب گیشه شد.